# Margaritopsis guianensis
Margaritopsis guianensis là một loài thực vật có hoa trong họ Thiến thảo. Loài này được (Bremek.) C.M.Taylor mô tả khoa học đầu tiên năm 2005.